# Trombetas

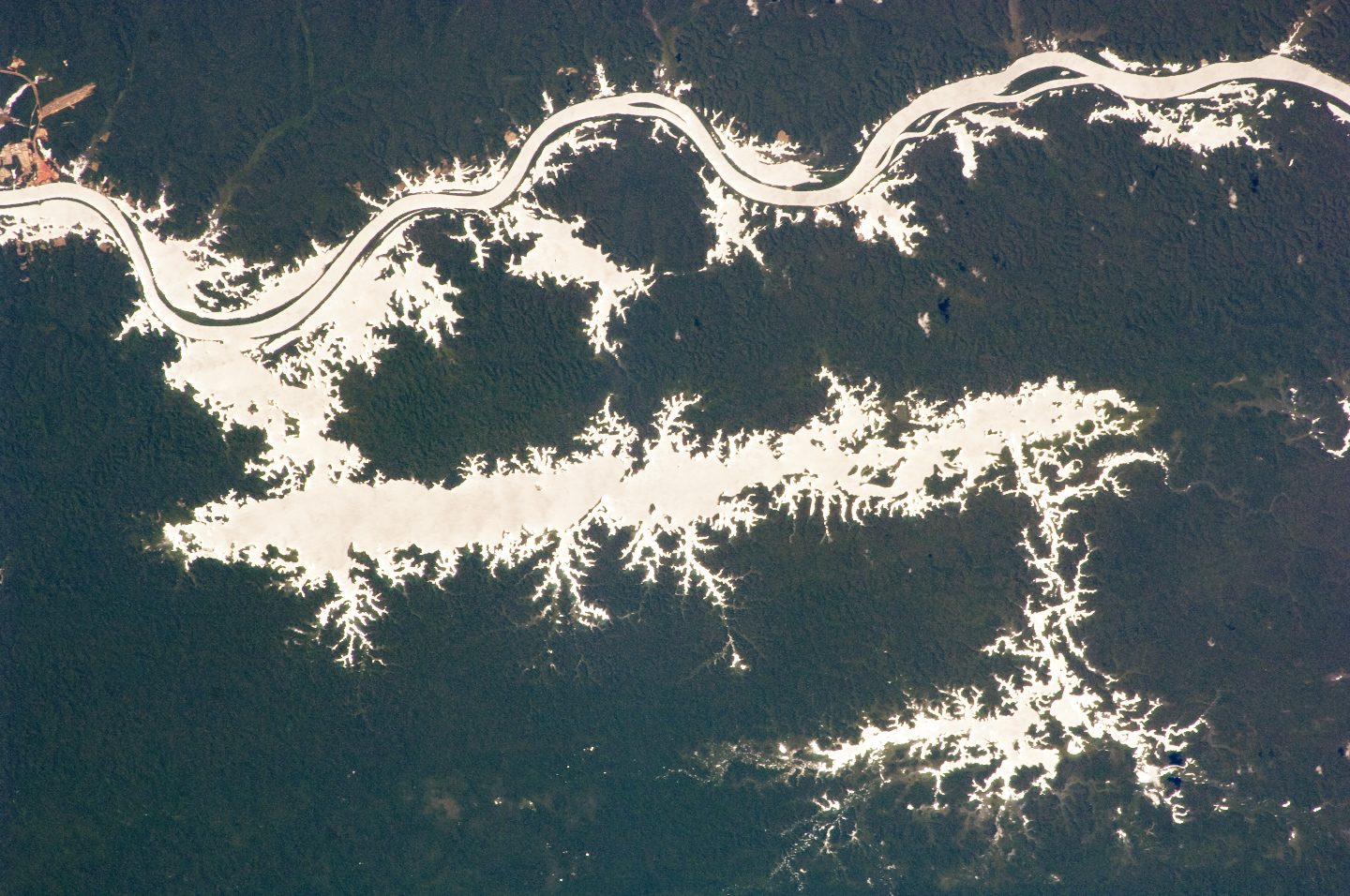
Lago do Erepecu chảy song song với hạ du Rio Trombetas.

Trombetas là một sông chi lưu ở phía bắc Amazon. Sông hợp dòng vào Amazon ở ngay phía bắc của thị trấn Óbidos, Pará tại Brasil. Sông khởi nguồn từ cao nguyên Guiana, dòng suốt dòng chảy của nó thường xuyên bị cản trở bởi những hàng rào đá và ghềnh thác. Khu vực dưới của dòng sông, tại thác nước đầu tiên là Porteira, song ít gập ghềnh và thấp cũng như tạo thành đầm lầy; but above the long series of các thác nước lớn và ghềnh mang đặc trưng với các thung lũng biến đổi hoàn toàn, và khí hậu tốt hơn nhiều. Sông có khả năng thông hành 135 mi (217 km) phía trên cửa sông.